# 1946

## أحداث
- بداية حروب الهند الصينية في 1946 والتي انتهت في 1989.
- نهاية حرب فيتنام في 30 مارس 1946 والتي بدأت في 13 سبتمبر 1945.
- بداية الحرب الهندوصينية الأولى في 19 ديسمبر 1946 والتي انتهت في 1 أغسطس 1954.

### أبريل
- 17 أبريل -  استقلال سوريا.

### مايو
- 25 مايو -  استقلال المملكة الأردنية الهاشمية.

### يونيو
- 11 يونيو -  تاسيس الهيئة العربية العليا لفلسطين.
- 30 يونيو -  تصدير أول شحنة من النفط الكويتي.

### سبتمبر
- 11 سبتمبر-  تأسيس جريدة العلم المغربية.

### نوفمبر
- 4 نوفمبر -  تأسيس منظمة اليونسكو.

## مواليد

### تاريخ غير معروف
- فيصل بن فهد بن عبد العزيز آل سعود، الإبن الأكبر للملك فهد بن عبد العزيز آل سعود.
- فيصل بن بندر بن عبد العزيز آل سعود، أمير منطقة الرياض.
- بابلو فيرنانديث ألبالاديخو، مؤرخ إسباني.
- بشير حمد شنان، فنان سعودي.
- مقداد مراد ، مذيع عراقي.
- روضة فهيم محمد الفرخ، كاتبة أردنية من أصول فلسطينية.
- لورين كاي بوتير، ضابطة من الولايات المتحدة الأمريكية.
- ستانلي أوراميك، إحاثي من الولايات المتحدة الأمريكية.
- ناصرة السعدون، روائية عراقية.
- عبد الأمير عيسى، شاعر كويتي.
- خزنة بورسلي، شاعرة كويتية.
- عائشة أرناؤوط، شاعرة وروائية سورية.

### فبراير
- 21 فبراير -  ألان ريكمان، ممثل بريطاني.
- 26 فبراير -   أحمد زويل، عالم كيميائي مصري أمريكي.

### يونيو
- 3 يونيو -  محمد العصار، عسكري مصري.

### أغسطس
- 4 أغسطس -  بيير أندريه تاغييف، فيلسوف فرنسي.

### نوفمبر
- 27 نوفمبر -السيد أحمد بن السيد علوي الغريفي عالم بحريني شيعي.

## وفيات

### تاريخ غير معروف
- عمر بن عبد اللطيف بن عبد الرحمن آل الشيخ، عالم دين سعودي.

### سبتمبر
- 15 سبتمبر -  مولاي محمد، الابن البكر للسلطان المغربي الحسن الأول.

### نوفمبر
- 4 نوفمبر  أبو الحسن الموسوي الأصفهاني

### ديسمبر
- 22 ديسمبر  - ميخائيل زالسكي، إحاثي روسي.

## نال جائزة نوبل
- في الفيزياء – الأمريكي بيرسي وليمز برجمان.
- في الكيمياء – مناصفة بين الأمريكان جيمس سومنر و جون نورثروب و وندل ستانلي.
- في الطب – الأمريكي هرمان مولر.
- في الأدب – الألماني هرمان هيسه.
- في السلام – مناصفة بين الأمريكيين إميلي جرين بالش و جون راليج موت.